# 아메리칸 사이코 (영화)
《아메리칸 사이코》(American Psycho)는 2000년에 발표된 미국의 컬트 심리 스릴러 블랙 코미디 영화로서 브렛 이스턴 엘리스의 소설 《아메리칸 사이코》(1991년)를 각본화한 것이다. 메리 헤론 감독의 작품이며 크리스천 베일, 자레드 레토, 조시 루커스, 저스틴 서룩스, 윌럼 더포, 리스 위더스푼이 출연했다. 선댄스 영화제에 2000년 4월 14일 상영됐다. 대한민국에서는 2000년 11월 25일 개봉했으며 청소년 관람불가였다.
《아메리칸 사이코 2》는 모건 J. 프리먼 감독의 지휘 아래 제작됐으며 원작이나 첫 영화작품과 관련돼 있지 않다.

## 줄거리
1980년대말 뉴욕을 배경으로 한다. 명문 고등학교 필립스 엑세터 아카데미를 거쳐서 하버드 대학교 학부와 비즈니스 스쿨을 졸업하고 맨해튼에서 근무하는 투자금융가(investment banker)인 주인공 패트릭 베이트먼(크리스천 베일 분)은 모든 면에서 빠지지 않는 엘리트이다. 그는 꾸준히 운동하여 철저히 자기관리를 하며 항상 명품 옷만 입는다. 항상 식사 시간에는 자신과 같은 부류의 여피(young urban professional)들과 함께 고급 레스토랑에서 식사를 함께 한다. 그러나 그의 겉모습은 치장일 뿐 그는 살인을 즐기는 살인마다. 자신의 욕구해소를 위해 잔인한 살인을 반복하는 이 살인마의 이야기가 펼쳐진다.

## 출연

### 주연
- 크리스찬 베일
- 윌렘 대포
- 자레드 레토
- 조쉬 루카스
- 사만다 마티스
- 맷 로스
- 빌 세이지
- 클로에 세비니
- 카라 세이무어
- 저스틴 서룩스
- 기네비어 터너
- 리즈 위더스푼

### 조연
- 스티븐 보가트
- 모니카 메이어
- 레그 E. 캐시
- 패트리시아 게이지
- 파크 벤치
- 캐서린 블랙
- 마크 포슨
- 조이스 R. 코빈
- 루벤 톰슨
- 브라이언 렌프로
- 로스 깁비
- 앤소니 럼크
- 소마야 리스
- 샤롯 헌터

## 기타
- 원작자: 브렛 이스턴 엘리스
- Line PD: 빅토리아 허스트
- Line PD: 그레첸 맥고원
- 공동제작: 어니 바바라쉬
- 공동제작: 알레산드로 케이먼
- 공동제작: 롭 웨이스
- 미술: 기디온 폰트
- 의상: 이시스 뮤젠든
- 배역: 케리 바든
- 배역: 빌리 홉킨스
- 배역: 수잔느 스미스

## 평가
영화 《아메리칸 사이코》가 선댄스 영화제에 가면서 《뉴욕타임스》는 "호러물과 코미디를 적절히 표현한 고전작"으로 평했다. 여피족 스타일을 표방하면서 어두운 형태의 유머와 그래픽 화질 등으로 혹평을 받기도 했다. 66% 정도의 좋은 평가를 받았다. 아메리칸 사이코의 작품은 좋아보이지만 그 풍자는 공허하고 맴도는 듯하다는 평이 많았다.